# گمینا گوژنو (استان ماسوویان)
گمینا گوژنو (استان ماسوویان) (به لهستانی:  Gmina Górzno) یک گمینا در لهستان است که در شهرستان گاروولین واقع شده‌است. گمینا گوژنو ۹۰٫۸۴ کیلومتر مربع مساحت و ۶٬۱۱۲ نفر جمعیت دارد.